# Marcus Rashford
Marcus Rashford   (Manchester, 31 d'octubre de 1997) és un futbolista anglès que juga com a davanter centre al Futbol Club Barcelona de la Primera divisió espanyola de futbol. Format al planter del Manchester United FC, Rashford es va incorporar al club amb només set anys. Amb 18 anys va marcar dos gols tant en el seu debut amb el primer equip com en el debut europeu contra el FC Midtjylland a la Lliga Europa de la UEFA el febrer de 2016, i tres dies després en el seu debut a la Premier League contra l'Arsenal FC. També va marcar en el seu primer derbi de Manchester, així com en els seus debuts a l'EFL Cup i a la Lliga de Campions de la UEFA. Amb el Manchester United ha guanyat dues FA Cups, dues EFL Cups, la FA Community Shield i la Lliga Europa de la UEFA.
Rashford va marcar en el seu debut amb la selecció anglesa el maig de 2016 i va esdevenir el jugador anglès més jove en marcar en el seu primer partit amb la selecció absoluta. Des de llavors ha participat en dues Eurocopes: l'Eurocopa 2016, on va ser el jugador més jove del torneig, i l'Eurocopa 2020, on va disputar la final i Anglaterra va quedar subcampiona davant Itàlia. També ha representat Anglaterra a la Copa del Món de 2018 i la Copa del Món de 2022.
Rashford ha estat elogiat per utilitzar la seva plataforma per fer activisme polític i accions filantròpiques per impulsar el canvi social. Fa campanya contra el racisme, el sensellarisme i la fam infantil al Regne Unit. Ha estat reconegut per la seva tasca per diverses organitzacions, tant dins com fora de l'esport, i ha estat el protagonista d'un mural a Withington.

## Primers anys
Marcus Rashford va néixer el 31 d'octubre de 1997 a Manchester, i es va criar als barris de Fallowfield, Withington i Wythenshawe, a la mateixa ciutat.
És descendent de jamaicans per part de pare i de kittitians per part de mare: la seva àvia materna va néixer a l'illa caribenya de Saint Kitts, a les Antilles.
Rashford prové d'una família de classe treballadora; la seva mare, Melanie Maynard, és mare soltera i va fer diversos treballs per mantenir la família, arribant fins i tot a saltar-se àpats perquè els seus fills poguessin menjar.
Té quatre germans grans: dos germans, Dwaine Maynard i Dane Rashford, que han estat representants professionals seus, i dues germanes, Chantelle i Claire. És cosí del futbolista Lois Maynard, que juga com a migcampista al Radcliffe.
A la seva infantesa, era seguidor del Manchester United FC, l'equip local, tot i créixer en una família on hi havia també aficionats del rival ciutadà, el Manchester City.
Va estudiar a l'Ashton-on-Mersey School, situada a prop del centre d'entrenament de Carrington, on el club envia des de 1998 els jugadors del seu planter. Allà va estudiar un títol nacional de nivell 3 del Business and Technology Education Council (BTEC) en esport.

## Carrera als clubs

### Etapa inicial
Rashford va començar a jugar a futbol amb el Fletcher Moss Rangers quan tenia cinc anys, i va començar jugant com a porter, citant l'exporter del Manchester United Tim Howard com el seu ídol en aquesta posició.
El responsable del desenvolupament a l'acadèmia del Fletcher Moss, Dave Horrocks, recorda que Rashford estava “a un altre nivell” respecte a la resta de nens, i que va tenir un paper clau quan l'equip va guanyar un torneig davant de 15 cercapromeses de diversos clubs.
Va entrenar una setmana amb el Manchester City abans d'incorporar-se a l'acadèmia del Manchester United FC als set anys, tot i l'interès d'altres clubs com l'Everton FC i el Liverpool FC.
Ell mateix va reconèixer que els seus germans van tenir un paper decisiu en la seva elecció d'unir-se al United.
L'antic entrenador de joves del club, Paul McGuinness, va detectar aviat el seu potencial per la seva capacitat atlètica amb i sense pilota, tot i que sovint faltava a entrenaments per dificultats logístiques mentre la seva mare i germans treballaven. Més endavant va rebre ajuda dels entrenadors Dave Bushell, Eamon Mulvey i Tony Whelan, que van aconseguir conductors perquè pogués assistir als entrenaments.
Als 11 anys, va esdevenir el jugador més jove seleccionat pel programa escolar del club, normalment reservat per a nois de 12 anys o més. També va ser accelerat a entrenar amb jugadors més grans, com Paul Pogba, Jesse Lingard i Ravel Morrison, en sessions de cage football, cosa que va potenciar la seva tècnica.
L'any 2012, va formar part de l'equip sub-15 del Manchester United que va quedar segon al torneig Marveld. El 2014, The Guardian el va considerar el millor jove del Manchester United a la seva secció Next Generation, destacant que el seu estil “futbol total li dona una bona oportunitat d'arribar lluny”.
Amb 16 anys va entrenar per primer cop amb el primer equip sota les ordres de David Moyes, durant la temporada 2013–14 del Manchester United, i va descriure l'experiència com a “inestimable”.

### Manchester United

#### 2015–2016: Temporada del debut

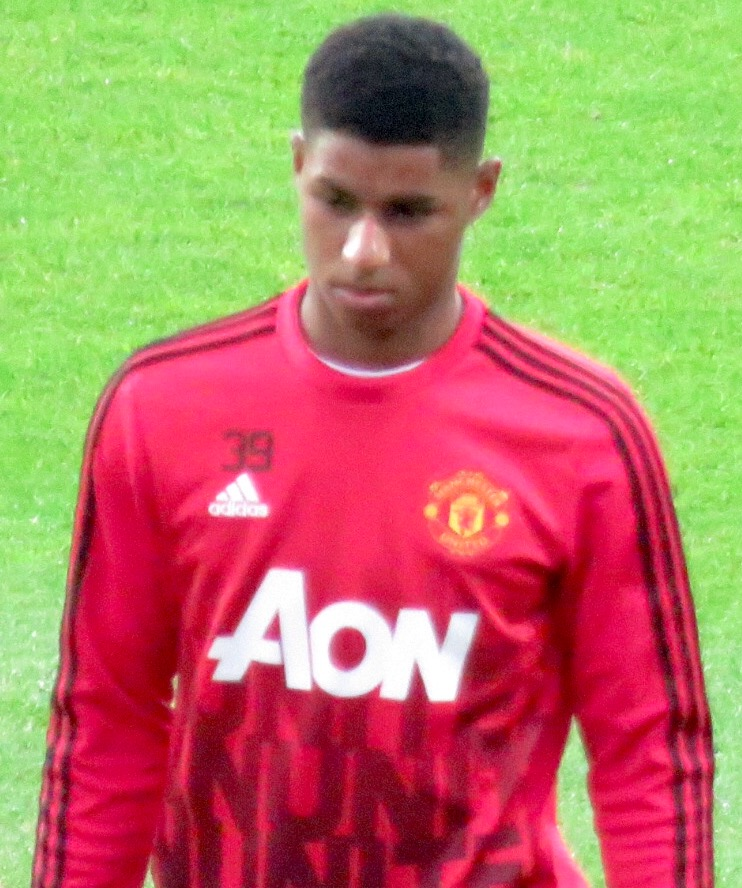
Rashford escalfant amb el Manchester United FC el 2016

El 25 de febrer de 2016, Rashford va ser inclòs a la convocatòria de 18 jugadors per al partit de tornada dels setzens de final de la Lliga Europa de la UEFA contra el Midtjylland, a causa d'una crisi de lesions que afectava tretze jugadors. Després que Anthony Martial es lesionés durant l'escalfament, Rashford va ser escollit per debutar com a titular i va marcar dos gols a la segona part en una victòria per 5–1. Amb aquests gols, va esdevenir el golejador més jove del club en competició europea, superant el rècord de George Best, un rècord que més endavant seria superat per Mason Greenwood durant la temporada 2019–20.
Va debutar a la Premier League tres dies més tard, contra l'Arsenal FC, marcant també dos gols i donant una assistència en una victòria per 3–2, fet que el va convertir en el tercer golejador més jove del United a la Premier League, darrere de Federico Macheda i Danny Welbeck. Louis van Gaal va qualificar la seva actuació de "fantàstica", millor fins i tot que la del debut, però va demanar prudència als mitjans per no sobreexposar-lo, tot destacant la fortalesa del seu caràcter.
El 20 de març de 2016, va fer història en marcar l'únic gol del Derbi de Manchester, que va significar la primera victòria del United al camp del Manchester City FC des del 2012. Amb 18 anys i 141 dies, esdevenia el golejador més jove en un derbi de la Premier League, superant Wayne Rooney.
Durant el partit de repesca dels quarts de final de la FA Cup contra el West Ham United, el 13 d'abril, va marcar un gran gol amb una rosca en una victòria per 2–1, que va classificar el United per a les semifinals. Tres dies més tard, va marcar l'únic gol del partit contra l'Aston Villa, equip que seria descendit per primera vegada des del 1987.
El 21 de maig, va ser titular a la final de la FA Cup contra el Crystal Palace, que el United va guanyar per 2–1, obtenint el seu dotzè títol en aquesta competició i el primer trofeu de Rashford com a professional. Va acabar la temporada 2015–16 amb 8 gols en 18 partits, malgrat haver debutat al febrer, i va rebre el premi Jimmy Murphy Young Player of the Year. El 30 de maig, va renovar el seu contracte amb el club per quatre anys, amb un salari de 20.000 lliures setmanals i una opció d'ampliació per un any més.

#### 2016–2017: Consolidació al primer equip i èxit europeu

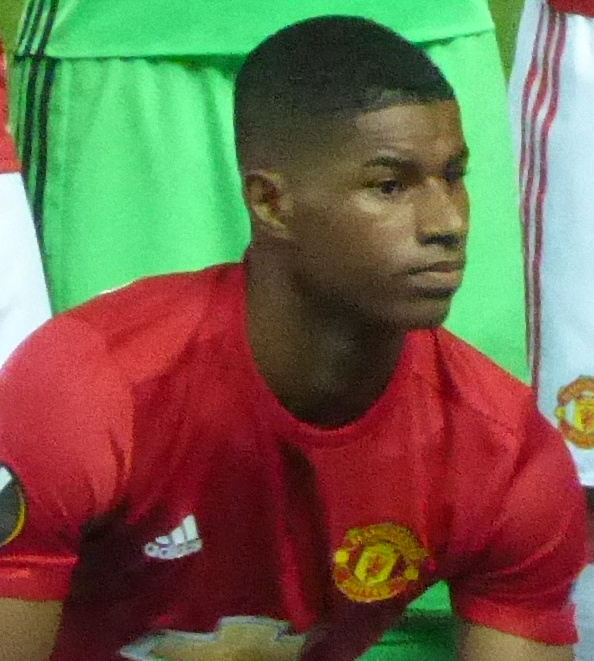
Rashford alineat amb el Manchester United el 2016

Per a la temporada 2016–17 del Manchester United FC, i consolidant-se com a part del primer equip, Rashford va rebre el dorsal 19 del nou entrenador, José Mourinho. L'arribada del veterà davanter Zlatan Ibrahimović va fer que sovint hagués de començar des de la banqueta, tot i que Ibrahimović va elogiar Rashford com un «talent enorme» i «el futur d'Anglaterra».
Rashford va marcar el seu primer gol de la temporada el 27 d'agost de 2016 contra l'Hull City AFC, al minut 92, després d'entrar per Juan Mata al minut 71. Va marcar tres gols més aquell setembre: el 18 en una derrota per 3–1 contra el Watford; el 21 en una victòria per 3–1 contra el Northampton Town FC a la tercera ronda de l'EFL Cup; i el 24 en el triomf per 4–1 contra el Leicester City FC. L'octubre següent, va quedar en segon lloc, darrere del portuguès Renato Sanches, en el premi Golden Boy al millor jugador europeu menor de 21 anys.
Tot i això, no va tornar a marcar fins al 7 de gener de 2017, quan va fer un doblet en quatre minuts a la FA Cup contra el Reading FC dirigit per Jaap Stam, en una victòria per 4–0.
Rashford va aconseguir el seu tercer títol el 26 de febrer de 2017, entrant com a substitut al minut 77 a la final de la EFL Cup, on el Manchester United va guanyar 3–2 contra el Southampton FC. Va ser decisiu en una victòria per 2–0 contra el Chelsea FC el 16 d'abril, marcant el primer gol als set minuts a passada d'Ander Herrera. Quatre dies després, va marcar el gol decisiu contra el RSC Anderlecht al minut 107 del partit de tornada dels quarts de final de la Lliga Europa, que va acabar 2–1 (3–2 global). El 24 de maig, va ser titular a la final de la Lliga Europa contra l'AFC Ajax, que el Manchester United va guanyar 2–0, aconseguint així el seu primer títol europeu. A causa de la presència d'Ibrahimović, Rashford va jugar majoritàriament com a extrem. Tot i així, va ser el jugador del United amb més aparicions aquella temporada, amb 53 partits.

#### 2017–2019: Estabilització sota Mourinho i irrupció amb Solskjær
Durant la temporada 2017–18, Rashford va començar com a titular regular, marcant dos gols en una victòria per 4–0 contra el West Ham United FC el 13 d'agost i contribuint amb assistències i gols en les primeres jornades de lliga i Champions. Va marcar també contra equips com el Burton Albion a la Copa de la Lliga i el Benfica a la Champions League.
No obstant això, la seva producció ofensiva es va veure reduïda durant la segona part de la temporada, i va acabar amb 13 gols en 52 aparicions. El United va finalitzar segon a la Premier League i subcampió a la FA Cup, en què Rashford va sortir des de la banqueta en una derrota per 1–0 contra el Chelsea.
La temporada 2018–19 va començar amb Rashford amb menys protagonisme sota José Mourinho, però després del cessament del tècnic portuguès el desembre de 2018, l'arribada d'Ole Gunnar Solskjær com a entrenador interí va revitalitzar el seu paper. Solskjær va confiar en Rashford com a davanter centre, i ell va respondre marcant amb regularitat. Un dels seus moments més destacats va ser el penal decisiu que va transformar al minut 94 contra el Paris Saint-Germain als vuitens de final de la Champions League, classificant el United per als quarts amb un 1–3 a París (3–3 global amb més gols fora de casa).
Rashford va acabar la temporada amb 13 gols en totes les competicions i va renovar contracte amb el Manchester United el juliol de 2019 fins al 2023, amb opció d'un any més.

#### 2019–2020: Temporada de consolidació i millor registre golejador
Rashford va començar la temporada 2019–20 amb un doblet en una victòria per 4–0 contra el Chelsea FC l'11 d'agost de 2019, en el primer partit de lliga. Va seguir amb un altre penal transformat contra el Leicester City, tot i una sèrie de partits sense marcar que van generar crítiques.
El 30 d'octubre de 2019, Rashford va marcar un gol de falta directa de llarga distància en una victòria per 1–2 contra el Chelsea FC a la Copa de la Lliga, i el 7 de novembre va marcar contra el Partizan de Belgrad a la fase de grups de la Lliga Europa de la UEFA.
A mitjans de desembre, Rashford havia igualat el seu millor registre golejador en una sola temporada. Va continuar la seva bona forma marcant contra rivals com el Tottenham Hotspur i el Manchester City al desembre, rebent elogis pel seu rendiment.
El 15 de gener de 2020, Rashford va patir una lesió a l'esquena en un partit de repesca de la FA Cup contra el Wolves, fet que el va deixar fora dels terrenys de joc durant diversos mesos.
Tot i la interrupció de la temporada a causa de la pandèmia de COVID-19, Rashford va acabar la campanya amb 22 gols en totes les competicions, la seva millor xifra fins al moment.

#### 2021–2022: Davallada en el rendiment i any de crítiques

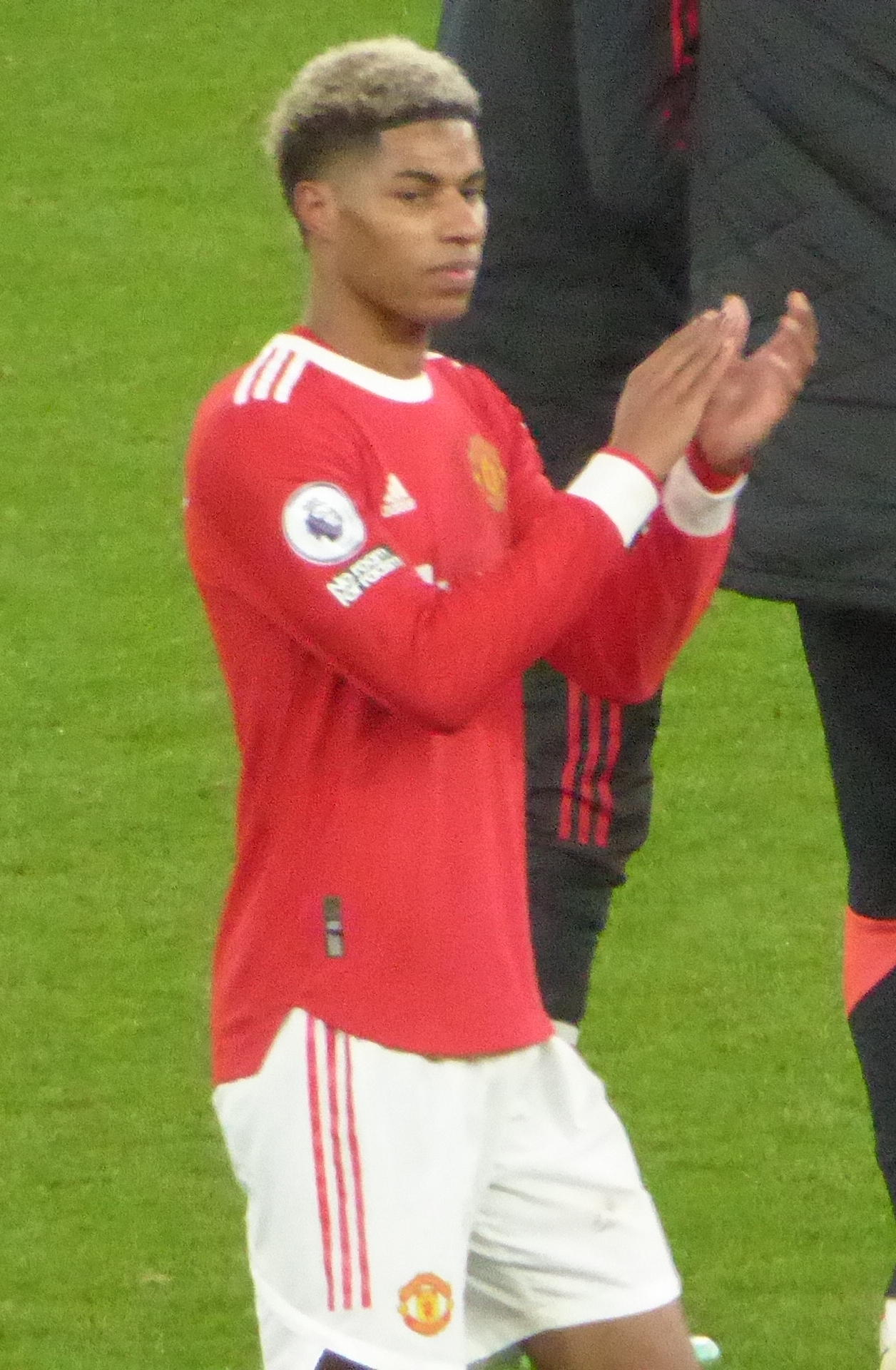
Rashford després d'un partit del Manchester United el 2022

Rashford va tornar als entrenaments l'11 d'octubre de 2021, i va reaparèixer amb un gol en una derrota per 4–2 al camp del Leicester, sortint des de la banqueta i empatant momentàniament el partit a 2–2.
El 22 de gener de 2022, en una victòria per 1–0 contra el West Ham United FC, Rashford va entrar al minut 63 en substitució d'Anthony Elanga i va marcar el gol de la victòria al minut 93. Amb aquest gol, va esdevenir el jugador amb més gols guanyadors marcats en temps afegit a la història de la Premier League (quatre).
Llavors, el nou entrenador Ralf Rangnick va afirmar que Rashford era «un dels millors davanters d'Anglaterra», malgrat la seva mala ratxa de forma.

#### Temporada 2022–2023: Retorn al bon moment de forma
Després d'una pretemporada reeixida sota les ordres del nou entrenador Erik ten Hag, qui el va fer jugar tant de davanter centre com d'extrem esquerre a l'inici de temporada, Rashford va marcar el seu primer gol de la temporada 2022–23 en una victòria per 2–1 contra el Liverpool, i posteriorment va fer dues dianes en un triomf per 3–1 contra l'Arsenal. Amb dues assistències addicionals, ja havia igualat les seves contribucions ofensives de la temporada anterior. El 30 d'octubre de 2022, Rashford va marcar el seu gol número 100 amb el United en una victòria per 1–0 contra el West Ham. Es convertí en el 22è jugador a assolir aquesta xifra amb el club, i el primer en 13 anys des de Wayne Rooney.
El 20 de desembre va renovar el seu contracte amb el club per un any més, però va ser exclòs de l'onze inicial el 31 de desembre en un partit contra el Wolverhampton Wanderers FC com a càstig per haver arribat tard a una reunió de l'equip per haver-se adormit. Tot i això, va entrar a la segona part i va marcar l'únic gol del partit.
El 14 de gener de 2023, va ser clau en la remuntada del United en el derbi de Manchester (2–1), participant en el gol de l'empat, tot i estar en posició de fora de joc passiu, i marcant el gol decisiu quatre minuts després. Les seves actuacions durant la temporada van ser reconegudes com de les més regulars i decisives de la seva carrera.
El 16 de febrer, es convertí en el tercer jugador del United – després d'Andy Cole i Dwight Yorke el 1998 – a marcar al Camp Nou contra el FC Barcelona durant un empat 2–2 al partit d'anada del play-off de la Lliga Europa. El 26 de febrer, va marcar el segon gol del seu equip a la final de la Copa de la Lliga anglesa contra el Newcastle United FC, contribuint al triomf del United.
Al maig, va marcar el seu 30è gol de la temporada en una victòria per 4–1 contra el Chelsea. L'entrenador ten Hag va afirmar que era capaç d'arribar als 40. Rashford va ser el primer jugador del United a assolir aquesta xifra des de Robin van Persie la temporada 2012–13. Al final de la temporada, fou escollit tant pels aficionats com pels companys com a Millor jugador de l'any del club.

#### 2023–2025: Pròrroga de contracte i dificultats
El 18 de juliol de 2023, Rashford va signar un nou contracte amb el Manchester United fins al 2028, pel qual cobra 325.000 lliures setmanals (16,9 milions de lliures anuals). El 8 de novembre d'aquell any va rebre la seva segona targeta vermella de la carrera en una derrota per 4-3 en la fase de grups de la UEFA Champions League contra el FC Copenhaguen. Al gener de 2024, va perdre un partit de la FA Cup contra el Newport County després d'absentar-se per malaltia; el Manchester United va afirmar que «Marcus ha assumit la responsabilitat pels seus actes. S’ha tractat com un assumpte disciplinari intern, que ara està tancat». Rashford, que havia marcat quatre gols a la primera meitat de la temporada, també havia estat descartat per Ten Hag al novembre per haver organitzat una festa d'aniversari després d'una derrota contra el Manchester City. L'exjugador del United Gary Neville va comentar: «Sé que està passant per un baix rendiment en aquest moment, però ja li ha passat dues vegades i això, si no s’hi té cura, pot acabar sent la teva personalitat». Rashford va acabar la temporada guanyant la FA Cup per segona vegada, amb una victòria per 2-1 contra el City a la final.
El 29 d'octubre de 2024, Ten Hag va ser acomiadat pel United i el seu substitut va ser l'entrenador del Sporting CP, Ruben Amorim, després del període interí de Ruud van Nistelrooy. En el primer partit d'Amorim, el 24 de novembre, Rashford va marcar el gol inicial en els primers 90 segons en un empat 1-1 contra l'Ipswich Town. L'1 de desembre, Rashford va marcar dos gols en una victòria a casa per 4-0 contra l'Everton. El 12 de desembre, Rashford va jugar en el partit de la UEFA Europa League contra el Viktoria Plzen i va ser substituït cap al minut 56. El 15 de desembre, Rashford i Garnacho no van ser convocats pel partit contra el Manchester City; Amorim va comentar abans i després del partit que la decisió no tenia motius disciplinaris sinó que simplement havia triat no convocar-los, i que estava avaluant «l'entrenament, el rendiment, la implicació amb els companys, l'empenta als companys», fins i tot «la manera de vestir, la manera de menjar... hem de posar els estàndards molt alts».
El 17 de desembre de 2024, Rashford va declarar als mitjans: «Personalment, crec que estic preparat per a un nou repte». Durant la resta de desembre de 2024 i gener de 2025, Rashford va ser descartat de la majoria de convocatòries del United, perdent més de deu partits i sent suplent sense jugar en un partit contra el Newcastle (en comparació, Garnacho va tornar a la convocatòria poc després del derbi contra el Manchester City). A finals de gener, quan se li va preguntar per l'absència de Rashford, Amorim va respondre que no volia convocar «un jugador que no dona el màxim cada dia».

#### Febrer de 2025: cessió a l'Aston Villa
El 2 de febrer de 2025, Rashford es va unir a l'Aston Villa, també de la Premier League, en qualitat de cedit fins al final de la temporada 2024–25. Es va informar que hi havia una opció per fer el traspàs definitiu al final de la cessió per 40 milions de lliures esterlines. Rashford va debutar amb l'Aston Villa el 9 de febrer, entrant com a suplent al minut 66 en una victòria a casa per 2–1 contra el Tottenham, en la quarta ronda de la FA Cup.
El 30 de març, Rashford va marcar els seus dos primers gols amb l'Aston Villa en el triomf per 3–0 contra el Preston North End, als quarts de final de la FA Cup. Tres dies després, va marcar el seu primer gol de lliga amb el club en una victòria per 3–0 contra el Brighton & Hove Albion al Falmer Stadium.

#### Juny de 2025: cessió al FC Barcelona
Al maig de 2025, el Manchester United va posar Rashford i diversos altres jugadors a la llista de transferibles de cara a la temporada 2025–26. El 23 de juliol, Rashford va fitxar cedit pel FC Barcelona per una temporada, amb una opció de fitxar de forma permanent per 30,3 milions de lliures (35 milions d'euros) al final de la temporada 2025-26.
Després d'haver fet una bona gira de pretemporada, i d'haver-se presentat a l'afició al al Gamper (victòria per 5 a 0 contra el Como 1907 a l'estadi Johan Cruyff) va debutar en lliga amb el Barça la temporada 2025-26 en la primera jornada, contra el Reial Mallorca a Son Moix, en una victòria per 0-3.

## Carrera internacional

### Categoria juvenil
El 2012, Rashford va ser convocat a un entrenament de la selecció d'Anglaterra sub-16, i posteriorment va ser seleccionat per jugar el Victory Shield contra Irlanda del Nord sub-16 al setembre, i contra Gal·les sub-16 a l'octubre. El tècnic de la selecció sub-16, Kenny Swain, va explicar més tard que Rashford només va jugar dues partits amb aquest equip per un acord amb els entrenadors del Manchester United, ja que consideraven que estava poc desenvolupat físicament i que l'exposició podia ser massa per a ell.
Tres setmanes després de fer el seu debut amb el primer equip del United a principis de 2016, Rashford va debutar amb la selecció d'Anglaterra sub-20, donant una assistència a Kasey Palmer en una derrota per 2–1 contra el Canadà sub-20. Tot i haver debutat ja amb la selecció absoluta, Rashford va ser convocat per primera vegada amb la selecció sub-21 a l'agost de 2016 per a un partit de setembre contra Noruega sub-21. Va marcar un hat-trick en una victòria a casa per 6–1 contra Noruega en la seva única aparició amb l'equip, marcant el tercer gol de penal, el seu primer des que va esdevenir professional. El seleccionador sub-21, Gareth Southgate, va elogiar la humilitat de Rashford en baixar a l'equip sub-21.
Malgrat haver debutat ja en competició amb la selecció absoluta, s’esperava que Rashford pogués ser convocat per a l'Eurocopa sub-21 de 2017, per tal que guanyés més experiència en tornejos internacionals. El tècnic del United, José Mourinho, va respondre dient que no tenia sentit pel seu desenvolupament, ja que ja jugava amb el primer equip. Al mes d'abril de 2017, Mourinho va semblar cedir i acceptar que Rashford participés en el torneig, dient que no tenia dret a impedir-ho, però més tard al mateix mes va reiterar la seva opinió que baixar a l'equip sub-21 no tenia sentit perquè Rashford ja havia guanyat molta experiència amb el primer equip durant la temporada. Al maig, Rashford va decidir no anar al torneig, i en comptes d'això va ser convocat per la selecció absoluta pel nou seleccionador Southgate.

### Sènior

#### 2016–2018: Primers grans tornejos

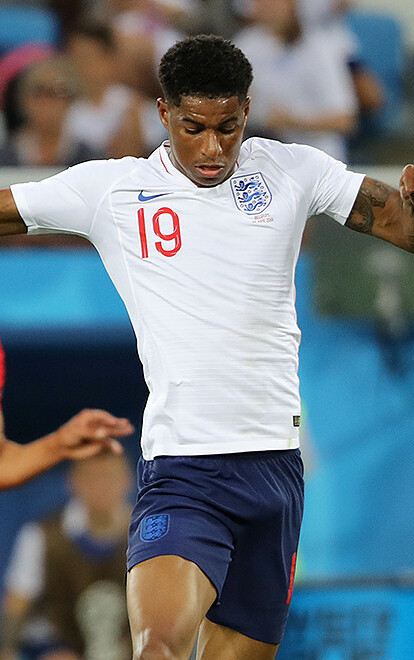
Rashford jugant amb Anglaterra a la Copa del Món de futbol de 2018

Les actuacions de Rashford en la seva primera temporada amb el primer equip van provocar peticions perquè representés la selecció anglesa al Campionat d'Europa de futbol 2016. L'entrenador de la base del Manchester United, Nicky Butt, va rebutjar aquestes peticions, considerant-les prematures i possiblement perjudicials per al desenvolupament del jugador, com també el seleccionador anglès Roy Hodgson, que va afirmar que Rashford havia de poder "desenvolupar-se en pau". L'abril de 2016, Hodgson va dir que era "poc probable" que Rashford formés part de la seva llista per al torneig, però el 16 de maig el va incloure en la seva llista preliminar de 26 jugadors per a l'Euro. Rashford va formar part de la plantilla d'Anglaterra a l'Euro 2016 menys de quatre mesos després del seu debut amb el United.
El 27 de maig de 2016, amb 18 anys, Rashford va debutar amb Anglaterra portant la samarreta número nou, iniciant un partit amistós contra Austràlia a l'Stadium of Light i marcant el primer gol en només tres minuts, i va esdevenir el jugador anglès més jove en marcar en el seu debut internacional, i el tercer més jove en general. L'anterior més jove en debutar amb gol era Tommy Lawton el 1938. El 16 de juny va substituir Adam Lallana al minut 73 en la victòria d'Anglaterra per 2–1 contra Gal·les a l'Euro 2016, fent el seu debut en el torneig amb 18 anys i 229 dies, i va esdevenir el jugador més jove d'Anglaterra en un Campionat d'Europa i trencant el rècord de Wayne Rooney a l'Euro 2004 per quatre dies. Només va jugar un partit més al torneig, entrant com a suplent en la sorprenent derrota d'Anglaterra per 2–1 contra Islàndia, on va ser elogiat per la seva aportació, tot i que ell mateix el va qualificar d'experiència valuosa.
El nou seleccionador anglès Sam Allardyce li va comunicar que no seria convocat per a un partit de classificació pel Mundial de 2018 contra Eslovàquia al setembre de 2016, citant la manca de minuts a l'inici de la temporada. Allardyce va ser ràpidament substituït per Southgate, que va tornar a convocar Rashford per als partits contra Malta i Eslovènia l'octubre. Rashford va marcar el seu segon gol internacional contra Malta el 3 d'octubre.
Rashford va formar part de la plantilla d'Anglaterra per a la Copa del Món de la FIFA 2018, disputada a Rússia. Va debutar al torneig el 18 de juny a la victòria per 2–1 contra Tunísia. Va marcar el seu primer gol mundialista en la victòria d'Anglaterra per 6–1 contra Panamà el 24 de juny. Anglaterra va arribar fins a les semifinals, on va perdre contra Croàcia després de la pròrroga. Rashford va jugar diversos minuts com a suplent en aquesta fase avançada.

#### 2018–2021: Finalista europeu

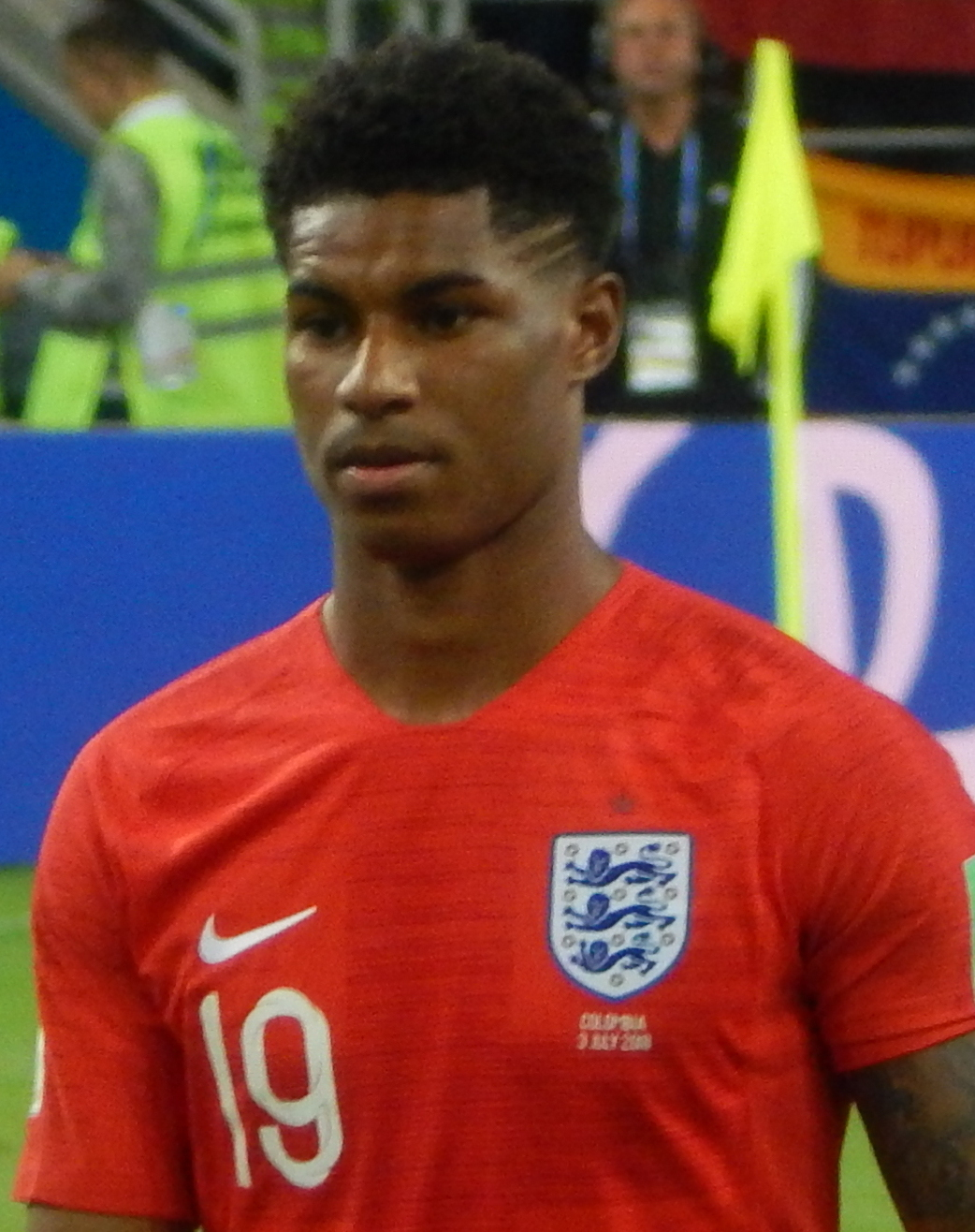
Rashford jugant amb la Anglaterra a la Copa del Món de futbol de 2018

L'8 de setembre de 2018, Rashford va marcar a Wembley en el partit d'obertura de la Lliga de les Nacions de la UEFA d'Anglaterra contra Espanya, que va perdre 2–1. Tres dies després, Rashford també va marcar en un amistós guanyat per 1–0 contra Suïssa al King Power Stadium. El mes següent, va marcar un gol i va fer una assistència en una victòria per 3–2 a domicili contra Espanya. El partit final de la Nations League, el 18 de novembre, Rashford va jugar en una victòria per 2–1 contra Croàcia que va classificar Anglaterra per a la fase final del torneig el juny de 2019. Aquesta aparició va permetre a Rashford igualar un rècord nacional establert per Jack Charlton el 1966, jugant un total de 16 partits amb Anglaterra aquell any. A la semifinal, Rashford va marcar el primer gol contra els Països Baixos, però Anglaterra va perdre 3–1 a la pròrroga.
Durant els partits internacionals d'octubre de 2019, Rashford va marcar el seu primer gol en la fase de classificació per a l'Campionat d'Europa de futbol 2020 en una victòria per 6–0 a domicili contra Bulgària el 14 d'octubre. Rashford també va marcar als dos partits internacionals de novembre, una victòria per 7–0 contra Montenegro i una per 4–0 contra Kosovo. Aquestes victòries van classificar Anglaterra per a l'Euro 2020, essent el novè equip classificat. El 6 de juny de 2021, Rashford va ser el capità d'Anglaterra per primera vegada, convertint un penal en una victòria per 1–0 contra Romania; va esdevenir el capità més jove d'Anglaterra des de Michael Owen el 2003 i va ser el setè jugador del Manchester United que va ser capità d'Anglaterra i va marcar en el mateix partit.
Rashford va ser inclòs a la convocatòria de 26 jugadors per a l'Euro 2020, i se li va assignar la samarreta número 11, però abans del torneig el seu rol com a titular semblava incert. A la final de l'Euro 2020 contra Itàlia, l'11 de juliol de 2021, Rashford va sortir com a suplent als últims minuts de la pròrroga. Va ser triat per executar el tercer penal de l'equip en la tanda, però el seu llançament va tocar el pal i va sortir desviat; Itàlia va acabar guanyant el torneig després d'aturar dos penals més. Després de la derrota, Rashford va rebre missatges racistes a les xarxes socials, però va ser defensat pel Futbolista i activista activisme social.

#### 2021–present: primeres dianes en grans tornejos

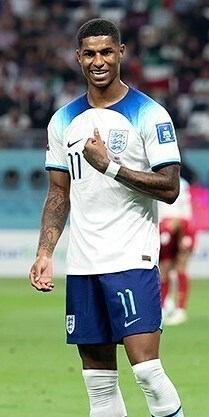
Rashford jugant amb la selecció d'Anglaterra al Mundial 2022

Després d'una cirurgia a l'espatlla, Rashford es va perdre els següents partits de classificació per a la Copa del Món de Futbol 2022 contra els rivals del grup I, Hongria, Andorra i Polònia, però va tornar a la convocatòria el novembre de 2021 per als partits contra Albània i San Marino, abans de retirar-se per malaltia. A causa d'una davallada de forma amb el Manchester United durant la temporada 2021–22, no va ser convocat per als amistosos d'Anglaterra de març de 2022 contra Suïssa i Costa d'Ivori, ni tampoc al juny per a quatre partits de la Lliga de les Nacions contra Hongria, Alemanya i Itàlia, amb el seleccionador Gareth Southgate dient que Rashford i el seu company de club Jadon Sancho havien de fer molta feina per tornar a la selecció de cara al Mundial. Posteriorment, Rashford no va ser convocat per als partits finals de la Lliga de les Nacions a setembre contra Itàlia i Alemanya.
Tot i no jugar amb Anglaterra des de la final del Campionat d'Europa, Rashford va ser inclòs en la llista de 26 jugadors de Southgate per al 2022 FIFA World Cup al Qatar, i se li va assignar novament el dorsal 11. En el partit inaugural de la fase de grups, una victòria per 6–2 contra Iran, Rashford va sortir des de la banqueta i va marcar el gol a menys d'un minut d'entrar, fent l'1–5. Amb 49 segons, va ser el tercer gol més ràpid marcat per un substitut en la història dels Mundials. En l'últim partit de grup, Rashford va marcar dos gols en una victòria per 3–0 contra Gal·les per classificar-se per a la fase d'eliminatòries. El seu segon gol va ser el centè d'Anglaterra en tots els Mundials, i va esdevenir només el segon jugador del United, després de Bobby Charlton, a marcar tres o més gols en un gran torneig. Tant Southgate com l'exdefensa anglès Gary Neville el van elogiar per la seva progressió després d'un període difícil de 18 mesos a club i selecció.
Va ser descartat de la llista preliminar d'Anglaterra per al torneig de la Eurocopa 2024.

## Perfil del jugador

### Estil de joc
Rashford és principalment un davanter, però també ha jugat àmpliament com a extrem. Se l'ha elogiat per la seva velocitat, habilitat tècnica i compostura davant la porteria, així com per la seva capacitat per jugar amb qualsevol dels dos peus i marcar gols de llarga distància. També és conegut per la seva ètica de treball i el seu compromís en defensa.
El seu antic entrenador a la selecció anglesa sub-21, Gareth Southgate, va destacar la seva humilitat, disciplina i la seva capacitat per adaptar-se a diferents rols dins del camp. També ha estat elogiat per antics jugadors com Alan Shearer i Gary Lineker per la seva intel·ligència futbolística i la seva capacitat per prendre decisions ràpides en zones perilloses.
Tot i això, també ha rebut crítiques en algunes fases de la seva carrera per la seva inconsistència i presa de decisions davant de la porteria, especialment durant períodes de baixa forma o després de lesions.
Amb el pas del temps, Rashford ha anat desenvolupant un joc més físic i directe. És capaç de trencar línies defensives amb desmarcatges precisos i aprofitar els espais amb velocitat. El seu estil de joc ha estat comparat amb el d'altres davanters anglesos com Thierry Henry o Raheem Sterling, amb qui comparteix característiques com la velocitat, l'habilitat per jugar per l'esquerra i la capacitat de definir.
També ha estat elogiada la seva col·laboració amb companys d'equip, especialment quan juga amb un nou davanter centre com Harry Kane o Anthony Martial, ja que mostra bona lectura de joc i capacitat d'associació.

### Comparacions
S'ha comparat Rashford amb Thierry Henry pel seu estil de joc, atributs físics i efectivitat.
 Louis van Gaal va afirmar que les seves actuacions de jove eren similars a les de Patrick Kluivert, a qui havia dirigit a l'AFC Ajax durant els anys noranta.
Erik ten Hag, entrenador del United des de la temporada 2022–23, el va comparar favorablement amb Kylian Mbappé pel paper similar que desenvolupen.
De petit, Rashford intentava imitar el davanter brasiler Ronaldo, després de veure'l marcar un hat-trick amb el Reial Madrid als quarts de final de la Lliga de Campions 2002–03 en el primer partit que va presenciar a l'Old Trafford. Parlant de Ronaldo, Rashford va declarar: «Vaig créixer mirant molts dels seus partits. Sempre jugava amb llibertat i s'expressava. Quan jugues així, és quan jugues el teu millor futbol.»
També ha afirmat que Cristiano Ronaldo i Wayne Rooney eren els seus ídols al Manchester United, ja que va veure en directe molts dels seus partits quan eren joves. Un cop començada la seva carrera, va dir que «no hi ha cap inspiració més gran en el futbol» que Cristiano Ronaldo. Diversos entrenadors com Gareth Southgate, Ole Gunnar Solskjær i Paul McGuinness han traçat paral·lelismes entre tots dos jugadors. Rashford també ha destacat el paper de Rooney com a model professional en els seus inicis, afirmant que «sempre estava preparat per jugar i donar el millor de si mateix». El seu antic entrenador Neil Ryan va pronosticar que podria superar el rècord golejador de Rooney al club (253 gols).
Se l'ha descrit com un «estudiós del joc», que continua mirant partits de jugadors com Lionel Messi o Sergio Agüero per analitzar-los i millorar.

### Celebració dels gols
Després de marcar un gol, Rashford és conegut per assenyalar-se la templa, un gest que simbolitza la concentració i la fortalesa mental. Durant la temporada 2022-23, aquesta celebració es va fer molt popular i va ser imitada per altres futbolistes com Joshua Kimmich i Bukayo Saka, així com per esportistes d'altres disciplines, com el tennista Novak Djokovic o el jugador de criquet Jofra Archer.

## Caritat i activisme

### Campanya contra la pobresa alimentària
Rashford ha estat un destacat activista contra la pobresa alimentària infantil al Regne Unit. El juny de 2020, durant la pandèmia de COVID-19, va col·laborar amb la caritat FareShare per proporcionar menjar a nens en risc que no rebien menjars escolars durant els tancaments. L'objectiu inicial de Rashford era ajudar a recaptar 100.000 lliures, xifra que va superar ràpidament, ajudant FareShare a distribuir quatre milions de menjars en tot el país. Més tard aquell mateix mes, va escriure una carta oberta al govern del Regne Unit demanant que continués proporcionant menjars escolars gratuïts durant les vacances d'estiu per a famílies vulnerables, cosa que inicialment s'havia planejat acabar. El govern va respondre anunciant un fons d'estiu d'aliments per valor de 120 milions de lliures, que proporcionaria vals de menjars a més d'1,3 milions de nens durant sis setmanes. La BBC va descriure l'impacte de Rashford com "fenomenal".
Al setembre de 2020, Rashford va llançar una nova campanya, recolzada per algunes de les majors marques alimentàries i minoristes del Regne Unit, per reduir la pobresa alimentària infantil. També va establir un grup de treball amb empreses com Tesco, Sainsbury's, Asda, Co-op, Waitrose, Iceland, Deliveroo, Kellogg's, Unilever i la Food Foundation, demanant la implementació de tres recomanacions clau del National Food Strategy. Les recomanacions incloïen ampliar l'accés als menjars escolars gratuïts, ampliar el sistema de vals saludables i proporcionar fons addicionals per al programa d'activitats i alimentació durant les vacances escolars.
A l'octubre de 2020, la campanya de Rashford va rebre suport parlamentari després que una moció del Partit Laborista per continuar els menjars escolars gratuïts durant les vacances escolars fins a l'abril de 2021 fos rebutjada pel govern del Partit Conservador. Rashford va expressar decepció, però també va inspirar una onada d'acció comunitària: nombrosos restaurants, cafès i ajuntaments locals de tot el Regne Unit van oferir menjar gratuït a nens necessitats durant les vacances de mitja tardor. Poc després, el govern va anunciar un paquet de suport d'hivern de 170 milions de lliures per ajudar les famílies vulnerables, inclòs un nou fons d'ajuda d'hivern i l'extensió del programa d'activitats i alimentació durant les vacances. Rashford va ser elogiat àmpliament per la seva tasca, inclòs el reconeixement de polítics, educadors i el públic en general.
El març de 2021, Rashford va rebre un premi especial durant els BBC Sports Personality of the Year Awards per la seva tasca contra la pobresa alimentària infantil. També ha rebut el reconeixement d'institucions com la Universitat de Manchester, que li va concedir un doctorat honorari l'octubre de 2020 per la seva "campanya destacada contra la pobresa infantil", convertint-se en la persona més jove en rebre aquest honor de la universitat.
Durant la pandèmia, Rashford també va crear una sèrie de receptes senzilles i assequibles per a famílies vulnerables, publicades a les xarxes socials, perquè la gent pogués cuinar menús simples a casa amb la idea que ningú es quedés sense sopar tenint gana.

### Campanya per l'augment del subsidi universal (Universal Credit)
A l'octubre de 2020, Rashford va qüestionar públicament el Canceller de l'Hisenda del Regne Unit, Rishi Sunak, en relació amb el manteniment permanent de l'augment de 20 lliures setmanals del subsidi universal (Universal Credit). Va expressar la seva preocupació pel fet que moltes famílies estaven "comptant els dies" fins a la reversió d'aquest augment prevista per a l'abril següent.
Un membre de l'equip de Rashford va dir a The Times que l'augment anual permanent de 1.040 lliures era "la peça que faltava" en l'estratègia de la seva campanya.
A finals de desembre de 2020, The Guardian va informar que Rashford mantindria converses amb la secretària d'Estat de Treball i Pensions, Thérèse Coffey, per defensar aquest augment permanent del subsidi universal. Rashford ja havia estat crític amb Coffey a les primeres etapes de la seva campanya.

#### Reconeixements
A causa de la popularitat que va generar la seva tasca benèfica, Rashford va signar amb l'agència d'entreteniment del raper nord-americà Jay-Z, Roc Nation, a l'abril de 2020, amb el president Michael Yormark dient que era un "exemple brillant" d'algú que està "apassionat per la comunitat". El juliol de 2020, va rebre un doctorat honoris causa de la Universitat de Manchester en reconeixement a la seva feina per acabar amb la pobresa infantil al Regne Unit, convertint-se en la persona més jove a rebre aquest honor de la universitat. A l'octubre de 2021, en la cerimònia en què li van conferir el grau (endarrerida a causa de la pandèmia de COVID-19), Dame Nancy Rothwell, la rectora, el va qualificar com un "jove excepcional que continua demostrant un sentit de comunitat i generositat que va molt més enllà de la seva edat." En un discurs de resposta, va afirmar que l'ocasió era agridolça perquè era l'endemà que s’havia retirat l'augment de 20 lliures setmanals en la prestació universal (Universal Credit) establert pel govern a l'abril de 2020 com a resposta temporal a la pandèmia. Els seus esforços també van fer que aparegués a la portada de setembre de la revista British Vogue en l'edició "Activism Now", juntament amb Adwoa Aboah, la qual cosa ell va minimitzar dient que "tenia una veu i una plataforma que es podien utilitzar, almenys, per fer preguntes". A l'octubre, Rashford va ser nomenat membre de l'Ordre de l'Imperi Britànic (MBE) en els Honors d'aniversari de 2020 (2020 Birthday Honours), i també va ser guardonat amb el Premi de la Ciutat de Manchester per la seva "contribució excepcional i destacada a la ciutat".
Als Pride of Britain Awards 2020, va guanyar el premi de Reconeixement Especial per la seva campanya contra la pobresa infantil alimentària. L'artista local de street art Akse va homenatjar Rashford amb un mural a Withington, un suburbi de Manchester on Rashford vivia quan va signar pel Fletcher Moss Rangers. The Voice, l'únic diari britànic per a la comunitat afrocaribenya del Regne Unit, va incloure Rashford en la Football Black List, una iniciativa dissenyada per celebrar les persones negres influents en el futbol. La revista Time el va incloure en la seva llista de les 100 persones més influents del món al 2021.
El 2023, Rashford va ser guardonat amb l'MBE (Militant de l'Ordre de l'Imperi Britànic) en els Honors d'Aniversari, principalment per la seva tasca benèfica i campanyes socials.

### Campanya per l'alfabetització
Per al Dia Mundial del Llibre (Diada de Sant Jordi) de 2020, Rashford va donar suport a una campanya per ajudar a compartir un milió d'històries. També va acceptar ser jurat d'un concurs de poesia per a infants amb discapacitat auditiva i va començar a aprendre llengua de signes en preparació.
Al novembre, es va associar amb Macmillan Publishers per llançar un club de lectura destinat a ajudar infants vulnerables i desfavorits a experimentar l'«evasió de la lectura», amb Rashford afirmant que la lectura no hauria de ser una despesa familiar més. En el marc d'aquesta col·laboració, Rashford va publicar un llibre infantil de no-ficció i motivacional titulat You Are A Champion, que va guanyar el premi a Llibre de l'Any als British Book Awards de 2022. El club de lectura es va llançar formalment a l'abril de 2021, amb la intenció de distribuir gratuïtament 50.000 llibres, mentre que el club preveu publicar dos llibres nous a l'any.

## Vida personal
El maig de 2022, Rashford va anunciar el seu compromís amb la seva parella de llarga durada, Lucia Loi. Es coneixien des de l'escola i havien mantingut una relació intermitent, amb una breu ruptura el 2021 abans de reconciliar-se. No obstant això, al juny de 2023 es va fer públic que s'havien separat.
Rashford és cristià, i ha declarat: «La fe que tenim en Déu es mostra en les persones que som». També ha parlat dels valors que li va transmetre la seva mare: «Les normes i el respecte que teníem els uns pels altres. Durant tota la meva infantesa, ella era la líder en això».
Li agrada jugar amb consoles PlayStation, i escolta música rap i grime, considerant el raper Dave com un dels seus artistes preferits. Tots dos van col·laborar l'any 2022 en l'anunci Never Beaten de Beats by Dre.
Rashford també té un Cane Corso, adquirit el 2018, que actua com a gos de guarda.
L'any 2023, Nike va llançar un parell de botes amb el seu nom, dissenyades especialment per a ell.

## Estadístiques de carrera

### Club
| Club                    | Temporada           | Lliga               | Lliga | Lliga | FA Cup | FA Cup | EFL Cup | EFL Cup | Continentals | Continentals | Altres | Altres | Total | Total |
| Club                    | Temporada           | Divisió             | PJ    | Gols  | PJ     | Gols   | PJ      | Gols    | PJ           | Gols         | PJ     | Gols   | PJ    | Gols  |
| ----------------------- | ------------------- | ------------------- | ----- | ----- | ------ | ------ | ------- | ------- | ------------ | ------------ | ------ | ------ | ----- | ----- |
| Manchester United FC    | 2015–16             | Premier League      | 11    | 5     | 4      | 1      | 0       | 0       | 3            | 2            | —      | —      | 18    | 8     |
| Manchester United FC    | 2016–17             | Premier League      | 32    | 5     | 3      | 3      | 6       | 1       | 11           | 2            | 1      | 0      | 53    | 11    |
| Manchester United FC    | 2017–18             | Premier League      | 35    | 7     | 5      | 1      | 3       | 2       | 8            | 3            | 1      | 0      | 52    | 13    |
| Manchester United FC    | 2018–19             | Premier League      | 33    | 10    | 4      | 1      | 0       | 0       | 10           | 2            | —      | —      | 47    | 13    |
| Manchester United FC    | 2019–20             | Premier League      | 31    | 17    | 4      | 0      | 3       | 4       | 6            | 1            | —      | —      | 44    | 22    |
| Manchester United FC    | 2020–21             | Premier League      | 37    | 11    | 3      | 1      | 4       | 1       | 13           | 8            | —      | —      | 57    | 21    |
| Manchester United FC    | 2021–22             | Premier League      | 25    | 4     | 2      | 0      | 0       | 0       | 5            | 1            | —      | —      | 32    | 5     |
| Manchester United FC    | 2022–23             | Premier League      | 35    | 17    | 6      | 1      | 6       | 6       | 9            | 6            | —      | —      | 56    | 30    |
| Manchester United FC    | 2023–24             | Premier League      | 33    | 7     | 5      | 1      | 1       | 0       | 4            | 0            | —      | —      | 43    | 8     |
| Manchester United FC    | 2024–25             | Premier League      | 15    | 4     | 0      | 0      | 2       | 2       | 6            | 1            | 1      | 0      | 24    | 7     |
| Manchester United FC    | Total               | Total               | 287   | 87    | 36     | 9      | 25      | 16      | 75           | 26           | 3      | 0      | 426   | 138   |
| Aston Villa FC (cessió) | 2024–25             | Premier League      | 10    | 2     | 3      | 2      | —       | —       | 4            | 0            | —      | —      | 17    | 4     |
| Total de la carrera     | Total de la carrera | Total de la carrera | 297   | 89    | 39     | 11     | 25      | 16      | 79           | 26           | 3      | 0      | 443   | 142   |

1. 1 2 3 4 5  Participacions a la Lliga Europa de la UEFA
2. 1 2  Participació a la FA Community Shield
3. 1 2 3 4 5  Participacions a la Lliga de Campions de la UEFA
4. ↑  Participació a la Supercopa d'Europa de futbol
5. ↑  Sis participacions i sis gols a la UEFA Champions League, set participacions i dos gols a la UEFA Europa League

### Internacional
| Selecció   | Any   | PJ | Gols |
| ---------- | ----- | -- | ---- |
| Anglaterra | 2016  | 6  | 1    |
| Anglaterra | 2017  | 9  | 1    |
| Anglaterra | 2018  | 16 | 4    |
| Anglaterra | 2019  | 7  | 4    |
| Anglaterra | 2020  | 2  | 1    |
| Anglaterra | 2021  | 6  | 1    |
| Anglaterra | 2022  | 5  | 3    |
| Anglaterra | 2023  | 8  | 2    |
| Anglaterra | 2024  | 1  | 0    |
| Anglaterra | 2025  | 2  | 0    |
| Total      | Total | 62 | 17   |

El resultat d'Anglaterra es mostra primer; la columna de resultat indica el marcador després de cada gol de Rashford
| Núm. | Data                   | Estadi                                   | Partit núm. | Rival                      | Marcador | Resultat | Competició                 | Ref.    |
| ---- | ---------------------- | ---------------------------------------- | ----------- | -------------------------- | -------- | -------- | -------------------------- | ------- |
| 1    | 27 de maig de 2016     | Stadium of Light, Sunderland, Anglaterra | 1           | Austràlia                  | 1–0      | 2–1      | Amistós                    | [ 269 ] |
| 2    | 4 de setembre de 2017  | Wembley Stadium, Londres, Anglaterra     | 11          | Eslovàquia                 | 2–1      | 2–1      | Classificació Mundial 2018 | [ 270 ] |
| 3    | 11 de setembre de 2018 | Wembley Stadium, Londres, Anglaterra     | 23          | Plantilla:Country data SPN | 2–1      | 3–2      | Nacions UEFA 2018-19       | [ 271 ] |
| 4    | 10 d'octubre de 2019   | Wembley Stadium, Londres, Anglaterra     | 30          | Belarús                    | 3–1      | 4–0      | Classificació Mundial 2022 | [ 272 ] |
| 5    | 14 de novembre de 2019 | Wembley Stadium, Londres, Anglaterra     | 31          | Mònaco                     | 3–1      | 4–1      | Classificació Mundial 2022 | [ 273 ] |

### Detalls de partits
| Amb Anglaterra Sub-16 | Amb Anglaterra Sub-16 | Amb Anglaterra Sub-16 | Amb Anglaterra Sub-16  | Amb Anglaterra Sub-16        | Amb Anglaterra Sub-16 | Amb Anglaterra Sub-16 | Amb Anglaterra Sub-16 | Amb Anglaterra Sub-16                                                         | Amb Anglaterra Sub-16 |
| N°                    | Rival                 | Resultat              | Data                   | Lloc                         | Competència           | Gols                  | Assistències          | Ref.                                                                          |                       |
| --------------------- | --------------------- | --------------------- | ---------------------- | ---------------------------- | --------------------- | --------------------- | --------------------- | ----------------------------------------------------------------------------- | --------------------- |
| 1                     | Irlanda del Nord      | 5:0 (3:0)             | 27 de setembre de 2012 | Dungannon · Irlanda del Nord | Amistós               | -                     | -                     | 1 Arxivat 2016-03-05 a Wayback Machine. Arxivat 2016-03-05 a Wayback Machine. |                       |
| 2                     | Gal·les               | 1:0 (1:0)             | 1 de novembre de 2012  | Port Talbot · Gal·les        | Amistós               | -                     | -                     | 2                                                                             |                       |

| Amb Anglaterra Sub-18 | Amb Anglaterra Sub-18 | Amb Anglaterra Sub-18 | Amb Anglaterra Sub-18  | Amb Anglaterra Sub-18 | Amb Anglaterra Sub-18 | Amb Anglaterra Sub-18 | Amb Anglaterra Sub-18 | Amb Anglaterra Sub-18 | Amb Anglaterra Sub-18 |
| N°                    | Rival                 | Resultat              | Data                   | Lloc                  | Competència           | Gols                  | Assistències          | Ref.                  |                       |
| --------------------- | --------------------- | --------------------- | ---------------------- | --------------------- | --------------------- | --------------------- | --------------------- | --------------------- | --------------------- |
| 1                     | Polònia               | 3:2 (0:1)             | 15 de novembre de 2014 | Gdynia Polònia        | Amistós               | -                     | 50' a Connolly        | 1                     |                       |
| 2                     | Polònia               | 4:1 (1:1)             | 17 de novembre de 2014 | Gdynia Polònia        | Amistós               | -                     | -                     | 2                     |                       |

| Amb Anglaterra Sub-20 | Amb Anglaterra Sub-20 | Amb Anglaterra Sub-20 | Amb Anglaterra Sub-20 | Amb Anglaterra Sub-20 | Amb Anglaterra Sub-20 | Amb Anglaterra Sub-20 | Amb Anglaterra Sub-20 | Amb Anglaterra Sub-20 | Amb Anglaterra Sub-20 |
| N°                    | Rival                 | Resultat              | Data                  | Lloc                  | Competència           | Gols                  | Assistències          | Ref.                  |                       |
| --------------------- | --------------------- | --------------------- | --------------------- | --------------------- | --------------------- | --------------------- | --------------------- | --------------------- | --------------------- |
| 1                     | Canadà                | 1:2 (0:1)             | 27 de març de 2016    | Doncaster Anglaterra  | Amistós               | -                     | 71' a Kasey Palmer    | 1                     |                       |

## Palmarès

### Club
Manchester United FC
- 1 Lliga Europa de la UEFA: 2016-17
- 2 Copes angleses: 2015-16, 2023-24
- 2 Copes de la lliga anglesa: 2016-17, 2022-23
- 1 Community Shield: 2016

### Distincions individuals
| Distinció                                                                       | Any  |
| ------------------------------------------------------------------------------- | ---- |
| Equip de la setmana de l'Europa League per la UEFA (setzens de final - volta)   | 2016 |
| Jugador de la setmana de l'Europa League per la UEFA (setzens de final - volta) | 2016 |
| Jugador del partit Manchester United - Arsenal                                  | 2016 |
| Jugador del mes de Manchester United (febrer)                                   | 2016 |
| Jugador de l'any de Manchester United (Sub-18)                                  | 2016 |